# Центр Разумкова
Центр Разумко́ва (повна назва — «Український центр економічних і політичних досліджень імені Олександра Разумкова») — провідний недержавний аналітичний центр України, що здійснює дослідження державної політики. Заснований 19 серпня 1994 року. Згідно з Рейтингом аналітичних центрів світу, який щороку публікує Університет Пенсильванії, за матеріалами самого центру, він входив у 2016 році до п'ятірки найкращих аналітичних центрів Центральної і Східної Європи[ангажоване джерело].

## Структура
Складається з соціологічної служби та шести підрозділів — «програм»:
- військові програми
- економічні програми
- енергетичні програми
- міжнародні програми
- політико-правові програми
- суспільні програми

## Діяльність
Готує аналітичні доповіді, статті, соціологічні дослідження, коментарі з актуальних проблем державної політики. Результати досліджень розміщуються у журналі «Національна безпека і оборона», на інтернет-сторінці [Архівовано 31 липня 2019 у Wayback Machine.], представляються на публічних обговореннях, друкуються у ЗМІ.
Дослідження Центру Разумкова використовували в роботі міжнародні організації (ОБСЄ, ООН), посольства іноземних держав, міжнародні донорські організації, Верховна Рада, Кабінет Міністрів, Адміністрація Президента України, інші державні установи, українські й іноземні підприємства, банки.
У Рейтингу аналітичних центрів світу 2015, який щороку публікує Університет Пенсильванії, Центр Разумкова має найкращі показники серед українських аналітичних центрів, зокрема:
- 42 місце серед 137 найкращих аналітичних центрів світу без урахування США;
- 60 місце серед 175 найкращих аналітичних центрів світу з урахуванням США;
- 5 місце серед 90 найкращих аналітичних центрів Центральної та Східної Європи.[5]

## Співробітники
Центр Разумкова об'єднав експертів у галузях історії, політології, філософії, соціології, права, міжнародних відносин, економіки, енергетики та воєнної безпеки. У Центрі Разумкова постійно працюють 35 осіб і понад 100 — за контрактом. Всеукраїнські опитування соціологічної служби Центру Разумкова здійснюють більше 300 інтерв'юерів.
Експерти Центру Разумкова поділяють цінності демократії та верховенства права, захисту прав і свобод людини, відповідальності держави перед суспільством, ефективної державної політики, свободи засобів масової інформації, активної участі політичних партій і неурядових організацій у визначенні основних засад і пріоритетів державної політики, демократичного цивільного контролю над військовою сферою, ринкової економіки, захисту навколишнього середовища, дружніх відносини з усіма державами, попередження конфліктів, дотримання законодавства України і міжнародного права, передбачуваності й надійності України у відносинах з іноземними партнерами.
Найвідоміші експерти Центру Разумкова: Андрій Биченко, Володимир Саприкін, Микола Сунгуровський, Михайло Міщенко, Валерій Чалий, Людмила Шангіна, Василь Юрчишин, Віктор Мусіяка.
Керівники:
- Анатолій Гриценко — з грудня 1999 року по лютий 2005, міністр оборони України (2005—2007).
- Анатолій Рачок — з 1999 року по 2021 рік.
- Павло Пинзеник — з 2021 року Генеральний директор Центру і до тепер.
- Юрій Якименко — з 2021 року Президент Центру, шеф-редактор журналу "Національна безпека і оборона" і до тепер.

## Центр Разумкова та Помаранчева революція
Відіграв важливу роль під час «Помаранчевої революції». Опитування на виході з виборчих дільниць (exit-poll), проведене під час другого туру президентських виборів 2004 року соціологічною службою центру спільно з Київським міжнародним інститутом соціології та Фондом «Демократичні ініціативи», засвідчило високий рівень фальсифікації волевиявлення, що й стало одним із найвагоміших приводів для акцій протесту. Згодом у Верховному суді України було доведено факти фальсифікації виборів.

## Центр Разумкова на «плівках майора Мельниченка»
Записи, ймовірно зроблені в кабінеті колишнього президента України Леоніда Кучми колишнім майором Державної служби охорони Миколою Мельниченком, містять розмову про роботу Центру Разумкова[неавторитетне джерело]:
| Кучма: Ты мне насчет этого самого... Надо Смешко сказать. Он же распространяет слухи, что президент в маразме. Очень корректно. Кузьмук: Я сегодня этим займусь. Кучма: И говорят, что там полковник какой-то в министерстве обороны - может, это ложь, конечно, - но говорят, что имеет также отношение к этому. Кузьмук: Полковник может есть такой - Гриценко. Украинский центр. Тут меня много есть на него. Он распространяет, чтобы прикрыть деньги. Кучма: Украинский центр? Кузьмук: Украинский центр экономических и политических исследований, который покойный Саша Разумков создал, а Владимир Павлович Горбулин всю нечисть скинул ему. И вот они творят. У нас такие данные уже есть, что... Ну, служба безопасности не хочет заниматься, потому что они когда-то их зацепили. Поэтому позвольте мне, я их растопчу. Сам. Кучма: Я же помню, это же они это самое совещание провели. Обгадили все министерство обороны. Кузьмук: Ладно, если бы гадили в своей работе только министерство обороны в своем государстве. Они ж... Мадлен Олбрайт, у меня стенограмма не та, что вам давали, а та, что я оттуда забрал. Мое же дитя сидело там. Кучма: Ага! Кузьмук: Так Тарасюк же слова им не сказал. Кучма: Да?! Кузьмук: Конечно! Я ему сказал: "Как же так?! Мы что, в рабах [...]?! Так она же сказала словами этого центра! Слово в слово! Оплот их [...]. За их деньги. Я Смешко пару раз дал. Кучма: Пусть там разберутся, кто финансирует. Кузьмук: Я найду. Оттуда все распространение, что я в курсе их дел. Это все оттуда пошло. На Верховной Раде, с Верховной рады - туда. Уже столько информации. И Сергеев [министр обороны России] мне подкинул информацию. Он же мне дал на Смешко. Мне сразу пришло. Вот они что пишут. Это ж надо передавать документы в российскую газету! Вот она - "Независимое военное обозрение". И вот гадят все полностью. [ймовірно, показує статтю в газеті] Ни одна цифра не соответствует. И журнал опубликовал за деньги Галака. [Кучма проглядає статтю] Кучма: Так это Украинский центр, автор... Кузьмук: Да, Гриценко, Украинский центр экономических и политических исследований. Кучма: Ничего не осталось! Кузьмук: Гриценко, бывший полковник, в Америке крутился, там его вербанули [...]. И он свободно поживает. Американцы платят, голландцы платят, а мы сидим и смотрим. Пора мне уже Смешко разочек прихлопнуть. |

## Відгуки про Центр Разумкова
«Ця організація політично нейтральна (наскільки це можливо в умовах політичної боротьби в Україні)». Газета «Neatkarīgā Rīta Avīze», Латвія, 15 червня 2008 р.
«Крім фальсифікованих чи взятих „зі стелі“ цифр, якими зазвичай зловживають ефемерні „соціологічні центри“, існують ще й вельми точні дані про настрої суспільства, одержані за допомогою наукових методів дослідниками, які вже тривалий час працюють на своєму полі і мають високу репутацію у колег. Саме таку репутацію має соціологічна служба Центру Разумкова.» Сергій Грабовський, політолог.
«Так, можна з певною недовірою ставитися до висновків цього центру, що активно підтримав „помаранчеву революцію“ 4 роки тому, а нині відстоює інтеграцію України до НАТО. Проте, в принципі, його дані в багато чому підтверджуються й іншими дослідженнями.» Газета «2000», 12 червня 2008 р.
«Якщо Нафтогаз був не в змозі самостійно скласти грамотні європейські контракти, чому б йому не найняти той же Центр Разумкова, який підготував спеціальний номер журналу на цю тему? Заплатити б йому 5, 10, та всі 100 мільйонів доларів! Це — значно менше, ніж можливі втрати від підписаного контракту». Ігор Воронін, директор компанії Укргаз-Енерго
«Персональний склад Конституційної ради відверто розчаровує. З 97 її членів … 9 представників об'єднань громадян, серед яких неупередженими можна вважати, на мою думку, тільки дві інституції — Центр Разумкова та Українську гельсінкську спілку з прав людини». Євген Захаров, співголова Харківської правозахисної групи.
«В Україні майже всі політологи представляються керівниками дослідницьких центрів, проте повноцінних колективів — одиниці. Найвідоміший з них — Центр Разумкова, в якому працюють (на сьогоднішній день) 27 чоловік, проводяться стажування деяких аналітиків-початківців. В основному ж в політологічних „центрах“ й „інститутах“ трудяться щонайбільше 3-4 людини, а в мас-медіа виступає як політолог тільки директор організації.» Журнал «Фокус», 27 листопада 2007 р.
«Неефективність, а подекуди і відверта неспроможність державних інститутів, хоч як боляче про це писати, вимагають від громадянського суспільства посилити свій вплив. Наявність неабиякого потенціалу доводить Талліннська оцінка безпекової ситуації, підготовлена організаціями третього сектору під орудою Центру Разумкова». Володимир Горбулін, «Дзеркало тижня»
«Фонд імені Разумкова — з усіма обмовками, це все-таки найавторитетніша соціологічна служба.» Вадим Карасьов (український політолог), газета «Совершенно секретно», 17 листопада 2009 року.

## Помилкові назви
Центр Разумкова подекуди згадується у пресі під низкою помилкових назв:
- Центр Розумкова
- Фонд Разумкова
- Інститут Разумкова
- Центр досліджень Разумкова (українська служба Бі-бі-сі) [Архівовано 10 березня 2010 у Wayback Machine.]
- Центр соціальних і політичних досліджень імені Разумкова (агенція «Новости-Украина»)
- Центр аналітичних досліджень імені Разумкова (Газета «Поступ»)
- Соціологічний Центр імені Разумкова (Севастопольская газета)
- Центр соціологічних і політичних досліджень імені О. Разумкова (DayliOnline.ru)

## Центр Разумкова в анекдотах
У травні-червні 2009 року в інтернеті з'явилися перші анекдоти, у яких Центр Разумкова або фігурує безпосередньо, або теми анекдотів перегукуються з недавніми дослідженнями Центру Разумкова. Авторство, швидше за все, належить політико-гумористичному сайту «Параска.інфо», хоча на самому сайті першоджерела поки не знайдено.
|  | Український центр економічних і політичних досліджень імені Олександра Разумкова придбав спеціальне устаткування (мікроскоп) для точнішого вивчення рейтингу чинного Президента України. |

Рівень підтримки дій Віктора Ющенка на той час справді був низьким і майже дорівнював похибці дослідження.